# The Cry of Love
| 전문가 평가                   | 전문가 평가 |
| 평가 점수                     | 평가 점수   |
| 출처                          | 점수        |
| ----------------------------- | ----------- |
| AllMusic                      | [ 1 ]       |
| Christgau's Record Guide      | A           |
| Classic Rock                  | 6/10        |
| Down Beat                     | [ 4 ]       |
| Encyclopedia of Popular Music | [ 5 ]       |
| The Great Rock Discography    | 7/10        |
| MusicHound Rock               | 2/5         |
| The Rolling Stone Album Guide | [ 8 ]       |
| The Sydney Morning Herald     | [ 9 ]       |
| Tom Hull – on the Web         | B+          |

《The Cry of Love》는 미국의 록 싱어송라이터이자 기타리스트인 지미 헨드릭스의 사후 음반이다. 이 음반에는 그가 기획한 네 번째 스튜디오 음반의 새로운 내용이 포함되어 있다. 대부분의 곡들이 헨드릭스의 제안된 트랙 리스트에 포함되었지만, 최종 선정은 매니저 마이클 제프리의 입력을 받아 녹음 엔지니어 에디 크레이머와 드러머 미치 미첼이 맡았다. 헨드릭스, 크레이머, 미첼은 프로듀서로 인정받고 있으며, 제프리는 프로듀서로 임명되었다.
1971년 3월 5일 미국의 리프리즈 레코드와 영국의 트랙 레코드에 의해 발매된 이 음반은 양국의 레코드 차트에서 성공을 거두었고, 결국 1998년 미국 음반 산업 협회에 의해 플래티넘 인증을 받았다. 비평가들은 음반에 호의적인 반응을 보이며 헨드릭스에 대한 인상적인 찬사를 보냈다. 《The Cry of Love》에 수록된 곡들 중 몇 곡이 후에 헨드릭스가 작업해 온 음반의 재생을 위한 다른 노력들에도 수록되었는데, 그 중에는 1995년의 《Voodoo Soup》와 1997년의 《First Rays of the New Rising Sun》이 있다.

## 녹음 및 제작
《The Cry of Love》는 헨드릭스가 죽을 때까지 작업해온 곡들을 특징으로 하며 지미 헨드릭스 익스피리언스의 해체 이후 계획된 첫 스튜디오 녹음을 선보이기 위한 첫 시도였다. 《The Cry of Love》는 1970년 헨드릭스가 뉴욕의 새로운 일렉트릭 레이디 스튜디오에서 드러머 미치 미첼과 베이시스트 빌리 콕스와 함께 녹음한 곡들로 대부분 구성되어 있다.
이 음반의 10곡 중 약 절반은 헨드릭스가 준비한 믹스로 거의 완성되었다. 균형은 다양한 발전 단계에 있었고 그의 사후에 혼합되었다(그리고 일부는 새로운 부분으로 오버더빙되었다). 원래 《The Cry of Love》로 계획되었던 두 곡인 〈Dolly Dagger〉와 〈Room Full of Mirrors〉는 대신 다음 계획된 헨드릭스 발매인 《Rainbow Bridge》에서 개최되었고, 〈Straight Ahead〉와 〈My Friend〉로 대체되었다.
이 음반은 헨드릭스를 프로듀서로 인정하고, 매니저 마이클 제프리의 의견으로 최종 믹스와 트랙 선택을 준비한 오랜 녹음 엔지니어 에디 크레이머와 미첼을 인정한다.
《The Cry of Love》의 노래 중 7곡은 1995년 프로듀서 앨런 더글러스가 헨드릭스의 계획된 음반을 선보이기 위해 시도한 《Voodoo Soup》에 나중에 포함되었다. 1997년, 모든 곡은 다른 7곡과 함께 《First Rays of the New Rising Sun》에 수록되었으며, 이는 헨드릭스의 마지막 스튜디오 음반을 완성하기 위한 크레이머의 가장 실현된 노력의 일환이다.

## 음반 형식
음악 저널리스트 피터 도겟에 따르면, 이 음반은 "수년 동안 사후 컴필레이션이 아니라 진정한 헨드릭스 음반으로 받아들여졌다." 도겟은 《The Cry of Love》를 "크레이머가 만들어낸 것"이라고 묘사했으며, 다른 음악 평론가들은 이를 헨드릭스 본인이 승인하거나 인정한 것으로 보기도 했다. 음악 사학자 마틴 헉슬리, 《가디언》의 제러미 앨런, 록 음악 저널리스트 에두아르도 리바다비아는 이 음반을 컴필레이션 음반으로 분류하였으며, 음악 평론가 필 하디, 프랭크 N. 매길, 리처드 킨즐은 이를 "승인된", "진정한", 또는 "공식적인" 스튜디오 음반으로 규정하였다. 《기타 월드》 기자 앨런 디 페르나는 이를 "절반만 완성된 스튜디오 음반"이라고 설명하였다.

## 곡 목록
모든 곡들은 지미 헨드릭스에 의해 작사/작곡하였다.
| #  | 제목                  | 재생 시간 |
| -- | --------------------- | --------- |
| 1. | 〈Freedom〉           | 3:24      |
| 2. | 〈Drifting〉          | 3:46      |
| 3. | 〈Ezy Ryder〉         | 4:09      |
| 4. | 〈Night Bird Flying〉 | 3:50      |
| 5. | 〈My Friend〉         | 4:40      |

| #  | 제목                    | 재생 시간 |
| -- | ----------------------- | --------- |
| 1. | 〈Straight Ahead〉      | 4:42      |
| 2. | 〈Astro Man〉           | 3:37      |
| 3. | 〈Angel〉               | 4:25      |
| 4. | 〈In from the Storm〉   | 3:42      |
| 5. | 〈Belly Button Window〉 | 3:34      |

## 차트
| 차트 (1971년)    | 순위 |
| ---------------- | ---- |
| 영국 음반 차트   | 2위  |
| 미국 빌보드 200  | 3위  |
| 미국 톱 R&B 음반 | 6위  |